# Limp
I Limp erano un gruppo pop punk statunitense formato nel 1994, con forti influenze dal rock e ska, originari di San Francisco. Hanno pubblicato tre album in studio e un EP; la band si è sciolta nel 2002.

## Formazione
- Phil Ensor – voce, chitarra, cori
- Serge Verkhovsky – basso elettrico
- Johnny Cruz – batteria
- Billy Bouchard – chitarra, cori
- Dan McLintock – chitarra, cori
- Douglas Sangalang – chitarra, cori
- Gavin Hammon – batteria

## Discografia

### Album studio
- 1997 - Pop & Disorderly (Honest Don's)
- 1999 - Guitarded (Honest Don's)
- 2002 - Limp (Honest Don's)

### EP
- 1998 - Fine Girl (Fueled by Ramen)
- 1998 - Limp (Coldfront Records)